# Чимкентский областной русский драматический театр
Шымкентский областной русский драматический театр — культурно-просветительское учреждение в городе Шымкент на юге Казахстана.
Первый русский театральный сезон начался в Чимкенте (сегодня Шымкент) 1 ноября 1929 года. Управление зрелищными предприятиями Сырдарьинского округа приняло установку «обеспечить духовные потребности зарождающейся русской диаспоры на Юге Казахстана путем приобщения оной к театральному искусству». Для отображения современности были выбраны следующие темы: история революционного движения, классовая борьба на Востоке, жизнь и быт Красной Армии и флота, строительство нового быта, борьба с мещанством, классические пьесы. Художественным руководителем и главным режиссёром театра стал М. В. Раздолин, а должность администратора занял В. Б. Сибирин.
Во время Великой Отечественной войны Чимкент принял эвакуированных жителей из России, Украины, Белоруссии, в результате доля русскоязычного населения резко возросла. Поэтому 8 мая 1944 года было принято постановление «О создании областного русского драматического театра». Руководство русским и казахским театрами было возложено на директора Берещука и художественного руководителя Насонова.
В фонде областного управления культуры было найдено письмо бывшего работника театра М. С. Кудрявцева о том, что в 1949 году русский драматический театр был перебазирован в город Уральск, затем вернулся в качестве театра музыкальной комедии.
Вторым рождением театра считается 1958 год, когда воспитанник Малого театра Н. Д. Медведев сформировал Чимкентскую труппу из выпускников московских и ленинградских театральных вузов. В этом же году 17 сентября был утверждён проект здания драматического театра в Чимкенте. Строительство было начато в марте 1965 года и закончено в октябре 1967 года. До переезда объединённый театр размещался в помещении по адресу ул. Советская 11.
В целях обеспечения дальнейшего роста мастерства и творческой деятельности приказом Чимкентского областного управления культуры 15 ноября 1967 года было произведено разделение областного объединённого театра драмы на казахский и русский.
За свою 80-летнюю деятельность театр пережил и дни творческого взлета, и кризис, и застойные периоды. Пики популярности пришлись на то время когда театром руководили К. Медведев, В. Ванченко, И. Дубровский, П. Догмаров, О. Белинский, Ю. Книжников, С. Абдиев, А. Мельников, И. Вербицкий. Важную роль в становлении театра сыграли и актёры, среди которых можно выделить заслуженных артисты Казахстана В. Ломакина, И.Болотова, О. Кобзева, А. Пащенко, а также Г. Горячкина, С. Догмарова, Е. Дикань, А. Кинжалова (Магомаева), И. Фрейдина, В. Матвеева, Л. Шаповалова, Н. Абдиева, В. Осипова, А. Осипов, И. Вербицкий, Р. Шарипов и многих других.
За свою работу театр познакомил зрителей со многими пьесами русской классики — «Идиот» Ф. М. Достоевского, «Василиса Мелентьевна» и «Доходное место» А. Островского, «Три сестры» и «Дядя Ваня» А. П. Чехова, «Власть тьмы» Л. Толстого; зарубежной классики — «Король Лир» и «Укрощение строптивой» У. Шекспира, «С любовью не шутят» П. Кальдерона, «Собака на сене» Лопе де Вега, «Коварство и любовь» Ф. Шиллера; советской классики — «Любовь Яровая» Тренёва, «Егор Булычев и другие» М. Горького, «Русские люди» Леонова. На сцене театра с успехом шли и пьесы современных драматургов В. Шукшина, А. Вампилова, А. Володина, А. Гельмана и других. Обращался театр и к казахской драматургии; это («Майра» Тажибаева, «Отомсти за меня» Абишева, «Кок Серек» М. Ауэзова, «Белое облако Чингисхана» Ч. Айтматова.)
В разные годы театр приглашал для участия в спектаклях крупнейших мастеров театра и кино. Во «Власти тьмы» А. Толстого в роли Акима выступал актёр Малого театра народный артист РСФСР С. Маркушев, в «Совести» Д. Павловой народная артистка РСФСР И. Саввина сыграла Валю, Трофима Кичигина в спектакле «Чти отца своего» В. Лаврентьева исполнил народный артист СССР В. Меркурьев, в комедии С. Михалкова «Пена» принимала участие народная артистка РСФСР О. Аросева, а в спектакле «Марютка» по пьесе Б. Лавренева «Сорок первый» народный артист СССР О. Стриженов.
Вся работа ЮКО русского драматического театра, включая выездные поездки со спектаклями в районы области, внеплановые мероприятия, разнообразный репертуар постановок, направлены на развитие культуры Южно—Казахстанской области, воспитание взрослых и детских зрителей, обогащение культурной жизни Южного Казахстана.